# Nicholas Hamilton
Nicholas William Hamilton (Lismore, 4 de maig de 2000) és un actor australià, conegut principalment per les seves interpretacions de Henry Bowers a It, i de Rellian a Capità fantàstic.

## Filmografia

### Cinema
| Any  | Títol               | Paper           | Notes        |
| ---- | ------------------- | --------------- | ------------ |
| 2013 | The Streak          | Young Dave      | Curtmetratge |
| 2013 | Jackrabbit          | Jack Warren     | Curtmetratge |
| 2014 | Long Shadows        | Nathan Sinclair | Curtmetratge |
| 2014 | Letter to Annabelle | Jack            | Curtmetratge |
| 2015 | Strangerland        | Tom             |              |
| 2015 | Gifted              | Joel            | Curtmetratge |
| 2016 | Capità fantàstic    | Rellian         |              |
| 2017 | The Dark Tower      | Lucas Hanson    |              |
| 2017 | It                  | Henry Bowers    |              |

### Televisió
| Any  | Títol         | Paper | Notes     |
| ---- | ------------- | ----- | --------- |
| 2013 | Mako Mermaids | Ben   | 1 episodi |
| 2016 | Wanted        | Jamie | 1 episodi |